# Jin I-han
Jin I-han (còn được viết là Jin Yi-han hay Jin Lee-han, Hàn tự: 진이한, Hán tự: 眞理翰, Hán-Việt: Chân Lý Hàn), tên thật là Kim Hyeon-joong (Hàn tự: 김현중, Hán tự: 金鉉中, Hán-Việt: Kim Huyễn Trung, sinh ngày 10 tháng 10 năm 1978), là một nam diễn viên và ca sĩ người Hàn Quốc.
'in I-han ra mắt năm 2002 với một vai trong vở nhạc kịch UFO rồi đến Lunatic. Sự nghiệp diễn viên điện ảnh của anh bắt đầu từ năm 2007 với việc thử vai thành công trong buổi tuyển chọn diễn viên cho "Seoul's Sad Song" của đài KBS Hàn Quốc.
Vào ngày 23 tháng 9 năm 2016, Will Entertainment theo mong muốn của Jin Yi-Han thay đổi tên diễn viên của mình. Trong tương lai Với sự ra mắt của bộ phim mới Golden Pouch của đài MBC, Jin Yi-Han sẽ có tên Kim Ji-Han.

## Danh sách tác phẩm

### Nhạc kịch
- UFO (2002)
- Change (2002)
- Ppadam-Ppadam-Ppadam (2004)
- Lunatic (2004)
- Footloose (2005)
- Six Minute Murder (2006)

### Phim truyền hình
- Conspitracy in the Court (Park Sang-Kyu, KBS2, 2007)
- Evasive Inquiry Agency (Kim Jun-Soo (ep.7), KBS2, 2007)
- Seoul's Sad Song (KBS2, 2007)
- Who Are You? (Shin Jae Ha, MBC, 2008)
- My Life's Golden Age / All About My Family (Lee Ki, MBC, 2008-2009)
- A Good Day For The Wind To Blow (Jang Dae-Han, KBS1, 2010)
- All My Love (Jeon Tae-Poong, MBC, 2010-2011)
- Hooray for Love (Han Jung-Soo, MBC, 2011)
- You're Here, You're Here, You're Really Here (Ko Chan-Young, MBN, 2011)
- What's Up? (Kang Min-Woo (ep.12), MBN, 2012)
- Time Slip Dr. Jin (Hong Young-Hwi, MBC, 2012)
- Another Wedding (Drama Special) (Seo In-Jae, KBS2, 2012)
- Master's Sun (Yoo Hye-Sung (ep.1), SBS, 2013)
- Empress Ki (Tal Tal (Thoát Thoát), MBC, 2013-2014)
- A new Leaf (Jeon Ji-Won, MBC, 2014)
- My Secret Hotel (Ku Hae-Young, tvN, 2014)
- The Family Is Coming - Bà nội đã về (Choi Dong-Seok, SBS, 2015)
- Golden Pouch (Han Seok-Hoon, MBC, 2016-2017)

### Phim điện ảnh
- Love, So Divine (2004)
- Break Away (Park Min Jae, 2010)

### Video âm nhạc
- Live Wire (Seo Tai-ji) (2004)
- Tell Me Why (Untouchable) (2009)
- Like The First Time (T-ara) (2009)
- Again, Waiting for the First Train (2009)
- To Live At Least Once (4men) (2011)
- It's Not Working (4Men, 2011)